# سیاه کشمشی
سیاه کشمشی رنگی است که نمایانگر رنگ کشمش سیاه است.

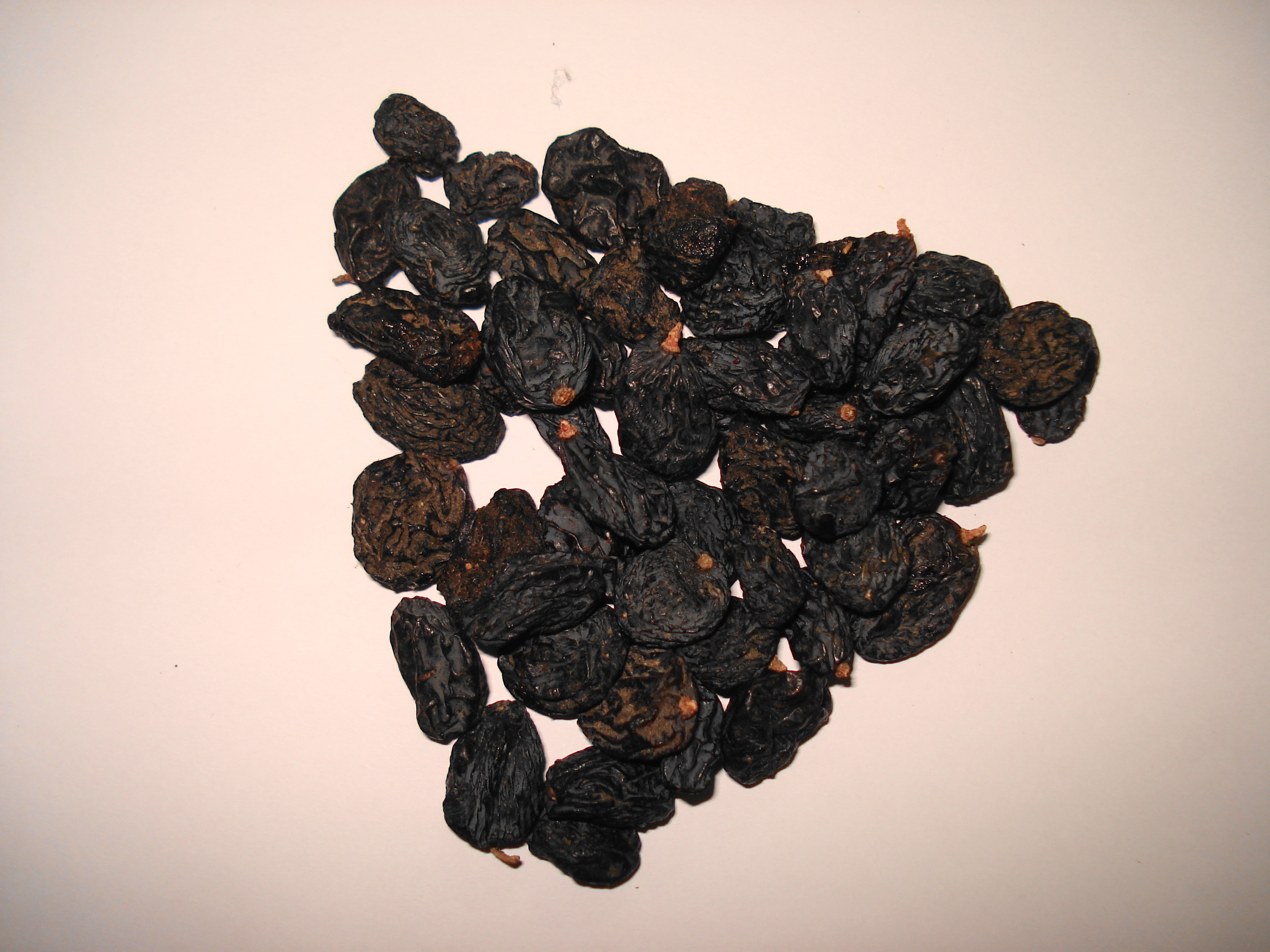
کشمش سیاه

## جستارهای بیشتر
- فهرست‌های رنگ‌ها